# Lokomotiva 112
Lokomotiva řady 112 byla elektrická lokomotiva na stejnosměrný proud určená pro posun. Vznikla rekonstrukcí (tovární typ Škoda 78E) jedné lokomotivy řady 110, která byla předtím poškozena při požáru. Rekonstrukce byla dokončena v roce 1979.

## Vývoj
Účelem přestavby poškozeného stroje na jiný typ byla potřeba vyzkoušet nové technologie pro plánovanou řadu 111. Nový byl především nový systém regulace výkonu – a to pulzní regulace. Ve zkušebním provozu vykazovala lokomotiva při posunu oproti předchozí řadě 110 úsporu elektrické energie až o 55 %. Zkoušky byly úspěšné a mohlo se tedy přistoupit k výrobě sériových strojů nové řady 111.

## Provoz
Lokomotiva byla nasazena v místě svého původního působiště – tedy v Ostravě. Nebyla však příliš oblíbená, jelikož měla nižší hmotnost na nápravu, z tohoto důvodu nebyla schopna vyvinout dostatečnou tažnou sílu. Již roku 1991 byla odstavena a v roce 1996 oficiálně zrušena. Poté sloužila jako zdroj náhradních dílů až do roku 2001, kdy byla rozebrána a sešrotována.